# Трговина људима у Сенегалу
Сенегал је ратификовао Протокол Уједињених нација о трговини људима из 2000. у октобру 2003. године.
Сенегал је 2008. године био изворна, транзитна и одредишна земља за децу и жене којима се тргује у сврху присилног рада и комерцијалне сексуалне експлоатације. Трговина унутар земље била је распрострањенија од прекограничне трговине, а већина жртава су деца. У Сенегалу су неки дечаци, звани „талиби”, били жртве трговине људима, обећавајући да ће их образовати, али су их уместо тога подвргавали принудном просјачењу и физичком злостављању. Студија Уницефа, Међународне организације рада и Светске банке из 2007. године показала је да је 6.480 талиба било приморано да просе само у Дакару. У Сенегалу се трговало женама и девојкама ради кућног ропства и сексуалне експлоатације, укључујући и сексуални туризам. Транснационално, дечаци су кријумчарени у Сенегал из Гамбије, Малија, Гвинеје Бисао и Гвинеје због присилног просјачења од стране вероучитеља. Сенегалске жене и девојке су трговане у суседне земље, на Блиски исток и у Европу ради кућног ропства и сексуалне експлоатације. Жене и девојке из других западноафричких земаља, посебно Либерије, Гане, Сијера Леонеа и Нигерије, биле су кријумчарене у Сенегал ради сексуалне експлоатације, укључујући и сексуални туризам.
Влада Сенегала је задржала сталну посвећеност спасавању и бризи о жртвама, кроз напоре за спровођење закона. Канцеларија за праћење и борбу против трговине људима америчког Стејт департмента је ставила земљу у „Ниво 2“ 2023. године.

## Кривично гоњење
Влада Сенегала је током прошле године показала скромне напоре за спровођење закона у борби против трговине људима. Сенегал забрањује све облике трговине својим Законом из 2005. године за борбу против трговине људима и сродних пракси и за заштиту жртава. Законом прописане казне од п5 до 10 година затвора за све облике трговине су сразмерне казнама које су прописане за силовање. У децембру 2007. године девет особа, од којих су двојица били возачи камиона из Гвинеје Бисао, а један Сенегалац, ухапшено је на јужној граници због покушаја трговине 34 дечака. Осумњичени су у затвору и чекају суђење. Вероучитељ је 2007. године процесуиран и осуђен на четири године затвора због пребијања талиба на смрт. Министарство туризма активирало је полицијску јединицу за борбу против сексуалног туризма у Дакару, иако слична јединица основана у Мбоуру још није оперативна. Министарство унутрашњих послова је током године активирало Специјални комесаријат за борбу против сексуалног туризма, који је основан 2005. године у Дакару и Мбоуру. Министарство унутрашњих послова, преко свог Бироа за истраге, блиско сарађује са Интерполом на праћењу образаца имиграције и емиграције у потрази за доказима о трговини људима. Сенегалска полиција је наставила да блиско сарађује са властима Гвинеје Бисао на репатријацији деце која су била продата ради присилног просјачења назад у Гвинеју Бисао.

## Заштита
Влада Сенегала је показала солидне напоре да заштити жртве трговине људима. Сенегал је наставио са радом Гинди центра, свог склоништа за сиромашну децу, укључујући жртве трговине људима. У својој евиденцији Центар не прати посебно број жртава трговине људима које прима. Међутим, Министарство породице, које финансира и управља центром уз помоћ међународних донатора, недавно је почело да користи компјутеризовану базу података коју финансира невладина организација за праћење жртава трговине људима. Центар је прошле године примио 917 сиромашне деце, укључујући и жртве трговине људима. Уз помоћ међународне организације, сва ова деца су поново спојена са својим породицама у Сенегалу, Гвинеји Бисао, Малију и Гамбији. Влада је за 77 ове деце обезбедила стручну обуку, а за 329 деце обезбедила је медицинску негу. Влада је такође наставила да води своју бесплатну телефонску линију за заштиту деце, ван центра Гинди. Дежурни телефон је прошле године примио 66.823 позива. Влада такође понекад упућује жртве невладиним организацијама на бригу. Влада охрабрује жртве да помогну у истрагама или кривичном гоњењу о трговини људима, тако што дозвољава сведочења жртава иза затворених врата током кривичног гоњења трговине људима и интервјуисањем жртава ради прикупљања доказа за кривично гоњење трговаца људима. Жртве трговине људима имају могућност да привремено или трајно остану у Сенегалу под статусом резидента или избеглице. Жртве се не затварају на неодговарајући начин или кажњавају новчано за незаконита дела која су директна последица трговине људима.

## Превенција
Влада Сенегала је уложила минималне напоре да подигне свест о трговини људима током периода извештавања. Као део свог програма против најгорих облика дечијег рада, Министарство породице је организовало радионице и округле столове које су финансирали донатори у Мбуру, Дакару и другим деловима земље, како би подигли свест о принудном просјачењу деце, кућном послу и проституцији деце. Судија Високог комесара за људска права, владине централне агенције за борбу против трговине људима, одржава месечне састанке са представницима министарстава правде, туризма, унутрашњих послова, жена и образовања како би боље ширио и спроводио закон који забрањује трговину људима. Влада је предузела мере да смањи потражњу за комерцијалним сексуалним односима у Сенегалу активирањем полицијске јединице за туризам и специјалног полицијског комесаријата за борбу против сексуалног туризма деце. Влада није предузела мере како би осигурала да њени држављани, који су распоређени у иностранству као део мировних мисија, не учествују у трговини људима. Министарство породице ради са страним донаторима на изради новог националног акционог плана против трговине људима.